# Limoges CSP
Limoges Cercle Saint-Pierre, meestal aangeduid als Limoges CSP of gewoon Limoges, is een professionele basketbalclub uit de stad Limoges in Frankrijk. De club werd opgericht in 1929, maar zijn hoogtepunt was tijdens de jaren 1980 en 1990 toen ze als eerste Franse club de belangrijkste Europese titel in een teamsport wisten te winnen. Ze wonnen de EuroLeague in 1993 door Benetton Treviso uit Italië met 59-55 te verslaan. In 1982 speelde ze hun eerste Europese finale om de Korać Cup. Ze wonnen van KK Šibenka uit Joegoslavië met 90-84. In 1983 was de finale om de Korać Cup weer tegen KK Šibenka. Ook nu won Limoges met 94-86. In 1987 speelde ze de finale tegen FC Barcelona uit Spanje. Limoges verloor met over twee wedstrijden met een totaalscore van 203-171. In 1988 stond Limoges in de finale om de Saporta Cup. Limoges won na verlenging met 96–89 van Ram Joventut Badalona uit Spanje. In 2000 stonden ze weer in de finale om de Korać Cup. Dit keer wonnen ze van Unicaja Malaga uit Spanje met een totaalscore over twee wedstrijden met 131-118.

## Verschillende shirts

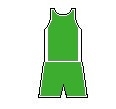
1929-1992
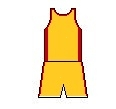
1992-2004
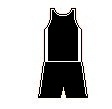
2004-2011
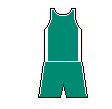
2011

## Erelijst
- LNB Pro A: 11
  - Winnaar: 1983, 1984, 1985, 1988, 1989, 1990, 1993, 1994, 2000, 2014, 2015
  - Tweede: 1982, 1987, 1991, 1992, 1998
- LNB Pro B: 2
  - Winnaar: 2001, 2012
  - Tweede: 1978, 2009, 2010
- Bekerwinnaar Frankrijk: 6
  - Winnaar: 1982, 1983, 1985, 1994, 1995, 2000
  - Runner-up: 2011, 2012
- EuroLeague: 1
  - Winnaar: 1993
- Saporta Cup: 1
  - Winnaar: 1988
- Korać Cup: 3
  - Winnaar: 1982, 1983, 2000
  - Runner-up: 1987

## Bekende (oud)-spelers
- Gregor Beugnot
- Jim Bilba
- Yann Bonato
- Valéry Demory
- Apollo Faye
- Frédéric Forte
- Jacques Monclar
- Hugues Occansey
- Stéphane Ostrowski
- Jean-Michel Sénégal
- David Thévenon
- Frédéric Weis
- Jure Zdovc
- Michael Brooks
- Marcus Brown
- Don Collins
- Clarence Kea
- Ed Murphy
- Harper Williams
- Michael Young
- Mamadou Guissé

## Bekende (oud)-coaches
- André Buffière (1980-1983)
- Pierre Dao (1983-1986)
- Michel Gomez (1986-1990)
- - Aleksandr Gomelski (1990-1991)
- Duško Ivanović (1999-2000)
- Božjar Maljkovic (1992-1995)
- Bogdan Tanjević (1996-1997)
- Panagiotis Giannakis (2012-2013)
- Dario Gjergja (2025)